# Diëlektricum
Een diëlektricum is een stof of een materiaal met zodanige elektrische eigenschappen dat de polarisatie ervan een overheersende rol speelt ten opzichte van elektrische geleiding en magnetisatie. Er kan dus gesteld worden dat diëlektrica zeer slechte geleiders zijn. Hun elektronenconfiguratie zorgt ervoor dat nagenoeg geen geleiding mogelijk is, in tegenstelling tot geleiders als bijvoorbeeld koper. Dientengevolge worden deze diëlektrica ook wel als isolator gebruikt. Veel toegepaste diëlektrica in bijvoorbeeld condensatoren zijn lucht, mica, bariumtitanaat, glas, aluminiumoxide en tantaaloxide.
Experimenten hebben aangetoond dat de capaciteit {\displaystyle C} van een condensator met een diëlektricum met een factor ter grootte van de diëlektrische constante {\displaystyle \varepsilon _{r}} groter is dan de capaciteit {\displaystyle C_{0}} wanneer de platen door een vacuüm worden gescheiden.
{\displaystyle C=\varepsilon _{r}C_{0}}.